# Jacques Loste
Jacques Loste est une personnalité de la presse automobile. Né le 17 décembre 1905 à Neuilly-sur-Seine, il intègre dès 1930 L’argus de l’automobile et des locomotions, l’hebdomadaire spécialisé fondé en 1927 par Paul Rousseau avec l'appui financier de son père Ernest Loste. Jacques Loste lui succède à la tête du journal en 1941. Devenu également le principal actionnaire de la société éditrice du titre, il restera le directeur de L’argus jusqu’à son décès le 4 décembre 2001.
Jacques Loste est également connu pour ses activités au sein du monde automobile : il est directeur de course des 24 heures du Mans de 1958 à 1967 et président de plusieurs commissions de l’Automobile Club de France. Par ailleurs, il est l’auteur de L’automobile notre amie, publié en 1938, un ouvrage destiné aux jeunes lecteurs racontant les débuts de l’histoire de l’automobile.
En 1954, il a été fait chevalier de l’ordre national de la Légion d’honneur.

## Une vie à L’argus

### Les années aux côtés de Paul Rousseau
Dès son plus jeune âge, Jacques Loste évolue dans le milieu de l’automobile : son père, Ernest Loste, coureur cycliste réputé, se reconvertit dans l'automobile et devient dès 1907 le premier importateur français de FIAT.
En 1927, Ernest Loste soutient son ami Paul Rousseau pour lancer un hebdomadaire spécialisé, L’argus de l’automobile et des locomotions, que Jacques Loste rejoint dès 1930, alors qu’il n’a que 25 ans. Il y débute comme journaliste puis, en 1938, en devient le rédacteur en chef.
Il est à noter que, pour la bonne règle orthographique, le titre sera toujours écrit avec un "a" minuscule à argus.
Lorsque Paul Rousseau meurt en 1941, répondant ainsi au souhait du fondateur du journal et alors qu’il a passé onze ans sous sa direction, Jacques Loste prend les rênes de L’argus qu’il conservera jusqu’à sa mort. En 1967, Jacques Loste écrira à propos de son prédécesseur : « A Paul Rousseau, au mentor, au grand ami, charmant et affectueux […] je dois d’avoir puisé à la meilleure des sources les grands principes d’un journalisme loyal dont la volonté de sérieux exclut le sensationnel-à-tout-prix ».

### 60 ans à la tête de l’argus

#### Une plume caustique
Partageant la même idéologie de l’automobile que Paul Rousseau, Jacques Loste reste fidèle à la ligne éditoriale qui avait été adoptée par L’argus dès sa création : défendre avec force l’automobile et ses usagers. Les pages du journal lui servent ainsi souvent de tribune pour exprimer ses désaccords avec la politique automobile française, en particulier en matière de fiscalité.
Ainsi par exemple, la Une du numéro de nouvelle année de 1962, dont la photographie d’une petite route sert d’illustration au plaidoyer de Jacques Loste pour l’amélioration du réseau routier français. Soulignant notamment le manque de volonté des politiques à accompagner efficacement le développement de l’automobile, il appelle à mettre à niveau le réseau autoroutier, « en état d’infériorité par rapport aux autres pays d’Europe » alors que cent dix kilomètres d’autoroutes sont alors construits annuellement en France. Pour Jacques Loste : « C’est infime ; c’est infâme. » Il se montre incisif lorsqu’il se place en partisan de la voie rapide mais, en amoureux de l’automobile, salue néanmoins l’existence d’innombrables petites routes françaises qui tissent des liens jusqu’au hameau le plus isolé, et où rouler est un réel plaisir : « Ô route de campagne, que l’automobile rend si proche, plus que jamais ton calme décor restitue à l’homme la joie de vivre. »
Sa plume est toujours aussi mordante une décennie plus tard, dans le numéro qui clôt l’année 1973 : « Résister aux tempêtes - L’automobile vivra, malgré les coups de chien», titre la Une. La photographie pleine-page de deux voitures garées sur des falaises et prises dans la houle est accompagnée d’un bref commentaire de Jacques Loste : « Cette image symbolise les incessantes agressions d’ordre fiscal ou administratif qui, chaque jour davantage, déferlent sur les automobiles et automobilistes». Le directeur de L’argus termine pourtant encore sur une note optimiste, en précisant que l’automobile est « jusqu’ici (…) sortie victorieuse des pires tempêtes ».

#### L’essor de L’argus
La période des Trente Glorieuses, née au lendemain de la Seconde Guerre mondiale, est celle de la démocratisation de l’automobile. « Une évolution aussi fantastique eut de profondes répercussions sur la cote-argus » écrit Jacques Loste à la fin de la période. Ce contexte participe en effet à l’essor de la publication spécialisée, et plus particulièrement au développement de la cote Argus. Lorsqu’en 1977, l’hebdomadaire fête son cinquantenaire, et alors que plus de 3 300 voitures d’occasion sont cotées à l’Argus, Jacques Loste trouve « instructif de tourner [ses] cent yeux vers le passé », faisant ici référence au personnage mythologique Argos qui inspira le nom de l’hebdomadaire.
Tout en se maintenant dans la lignée engagée de son prédécesseur, Jacques Loste continue de soutenir le développement du journal et de sa fameuse cote, devenue depuis l’après-guerre la rubrique-clé. C’est ainsi qu’il fait, en 1985, le choix de la modernité en ouvrant un service sur Minitel qui connaît rapidement le succès. En 1997, il poursuit dans la même voie en faisant de L’argus un des pionniers de l’Internet. En associant le magazine de toujours à ces nouveaux médias incontournables, Jacques Loste transpose ainsi L’argus dans son époque, sans jamais négliger pour autant la version papier originelle.
Le 6 décembre 2001, la une de L’argus fait part de la disparition de Jacques Loste  à l’âge de 95 ans. Il était alors président-directeur général de la SNEEP (Société nouvelle d'études d'éditions et de publicité), la société d’édition de L'Argus de l'automobile, et occupait toujours la place de directeur de la publication et de la rédaction de l’hebdomadaire.

### Une histoire familiale
En 1941, Jacques Loste, succède à Paul Rousseau, devenant ainsi directeur de la publication que son père avait financée lors de son lancement. Après Ernest puis Jacques, d’autres membres de la famille Loste accompagnent le développement de l’Argus. Ainsi, en 1957, Jacques Loste est rejoint par sa fille, Florence Loste-Breton des Loÿs (1934-2000). Elle travaille notamment comme rédactrice au service circulation et informations de l’étranger à partir de 1964. En 1983, elle devient rédactrice, puis après avoir été rédactrice en chef, elle prend le fauteuil de directrice générale du Groupe Argus en 1994. Durant les années 1980 et 1990, trois générations de Loste travaillent en fait au journal, puisqu’Alexandrine Breton des Loÿs, la fille de Florence Loste, y travaille ponctuellement au milieu des années 1980 avant d'intégrer la rédaction en 1991 comme journaliste à la rubrique des sports automobiles, puis de devenir rédactrice spécialisée en 1997.
À la suite des disparitions successives et rapprochées de Florence Loste, le 28 mai 2000, et de Jacques Loste, le 4 décembre 2001, Alexandrine Breton des Loÿs devient présidente-directrice générale, fauteuil qu’elle occupa jusqu'en octobre 2019, date de la vente de l'Argus à Leboncoin. L'année précédente, juste avant le rachat, le groupe avait réalisé un chiffre d'affaires de 39,1 millions d'euros et un excédent brut d'exploitation (Ebitda) de 5,4 millions d'euros.

## La passion de l’automobile

### Dans les institutions du monde automobile
Au-delà de son activité de journaliste-directeur, Jacques Loste prend part à plusieurs institutions du monde de l’automobile. Ainsi en 1945, il devient membre de l’Automobile Club de France. Il y présidera successivement plusieurs commissions : la commission sportive, la commission des candidatures et la commission de la circulation. Il sera également vice-président d’honneur de la commission historique.
À partir de 1957 et jusqu’en 1967, Jacques Loste est le directeur de course des 24 Heures du Mans, la célèbre épreuve d’endurance organisée par l’Automobile Club de l’Ouest – et créée à l’initiative, entre autres, de Paul Rousseau.
De 1969 à 1974, il est vice-président de la Société des ingénieurs de l'automobile.

### L’écrivain automobile
Outre sa signature dans L’argus, Jacques Loste écrit ponctuellement pour des ouvrages spécialisés ou auprès d’autres titres de presse. En 1937, il est ainsi notamment chargé par l’hebdomadaire L’Illustration de succéder au journaliste Louis Baudry de Saunier pour concevoir les numéros spéciaux consacrés à l’automobile dans lesquels il signe plusieurs articles.
En 1938, Jacques Loste publie un livre pédagogique destiné aux adolescents : L’automobile notre amie. Le récit est étayé des illustrations de Pierre Rousseau et de Géo Ham, et la préface a été rédigée par le Vicomte Jehan de Rohan-Chabot, alors Président de l’Automobile Club de France. Jacques Loste relate les débuts de l’automobile, rappelant notamment le lien entre le développement de l’automobile et les succès des courses auxquelles prirent part nombre des premiers grands constructeurs, comme les frères Renault, Charles Rolls, Ettore Bugatti ou encore Henry Ford. Dans son ouvrage, il insiste par ailleurs sur l’ouverture du marché de l’automobile à une clientèle nouvelle moins fortunée, entérinée par Citroën au sortir de la Première Guerre mondiale. D’ailleurs, Jacques Loste, qui comme Paul Rousseau prône la démocratisation de l’automobile, fait dire à un des personnages de son livre que « viendra le jour où chacun de nos ouvriers aura son auto ». En outre, il glisse dans cet ouvrage pour la jeunesse la même critique adressée par L’argus à l’État depuis sa création, et qui demeurera le fer de lance de Jacques Loste par la suite. Ainsi le personnage qui narre l’histoire de l’automobile aux jeunes héros affirme que « l’État est trop gourmand. Il tire de l’automobile plus de 5 milliards de francs par an, alors qu’il ne consent à consacrer qu’un milliard aux routes. » Le garçon demande alors : « Mais comment fait-on payer tant d’argent aux automobilistes ? ». La réponse tombe, sans appel : « Sans qu’ils s’en rendent compte. […] En mettant de très lourds impôts sur l’essence. »

## Distinctions
- Chevalier de la Légion d'honneur
- Médaille coloniale
- Officier de l'ordre du Mérite sportif‎